# Leo Rosten
Leo Calvin Rosten (11. dubna 1908 Lodž – 19. února 1997 New York) byl americký učitel a humorista známý zejména svými příběhy o frekventantu večerní školy angličtiny Hymanu Kaplanovi.

## Život
Leo Rosten pocházel z polské židovské rodiny, která se přestěhovala do New Yorku, když byly Rostenovi pouhé dva roky. Od dětství tak byl vychováván ve dvou jazykových kulturách, což později uplatnil ve své literární práci.
V Chicagu vystudoval sociologii, ale v důsledku světové hospodářské krize se dlouho nedokázal prosadit v praxi. Proto si přivydělával jako učitel angličtiny ve večerní škole pro přistěhovalce. Tehdy také začal psát humoristické povídky.
V roce 1935 se oženil s Priscillou Ann "Pam" Meadovou (1911–1959), sestrou antropoložky Margaret Meadové.

## Dílo

### Pan Kaplan
Nejznámější Rostenova kniha povídek o jazykově neobratném, ale sebevědomém přistěhovalci Hymanu Kaplanovi původně vycházela na pokračování ve 30. letech 20. století v časopise The New Yorker. Protože se tehdy věnoval i badatelské práci a nechtěl se před vědeckou obcí zkompromitovat jako humorista, vydával příběhy pod pseudonymem Leonard Q. Ross. Povídky později vyšly jako kniha pod názvem The Education of H*Y*M*A*N  K*A*P*L*A*N (1937), kterou do češtiny pod názvem Pan Kaplan má třídu rád (1946) převedl Pavel Eisner.
Rostenova kniha se stala velmi populární, proto se o dvacet let později autor ke svému hrdinovi vrátil a vydal druhý díl The Return of H*Y*M*A*N  K*A*P*L*A*N (1959). Později byl požádán o souborné vydání obou dílů, Rosten se však rozhodl příběhy do značné míry přepracovat, v upravené podobě tak vyšly pod názvem O KAPLAN! My KAPLAN! (1976). Toto nové vydání převedl do češtiny Antonín Přidal s názvem Pan Kaplan má stále třídu rád (1987).
Protože jsou příběhy Hymana Kaplana založeny především na komplikovaných slovních hříčkách a komolení angličtiny, nelze česká vydání považovat za překlady v pravém smyslu slova. Bylo totiž nutné převést anglické hříčky do češtiny, což vedlo k nutným změnám v příbězích a pointách jednotlivých povídek.

### Ostatní dílo
Známé je také Rostenovo dílo The Joys of Yiddish (česky Jidiš pro radost, 1998) a New joys of Yiddish (Jidiš pro ještě větší radost, 2004), průvodce po jazyku jidiš a židovské kultuře (a také zdroj židovských historek a humoru). Byl také úspěšný scenárista, napsal příběh k filmu The Dark Corner.

## Inspirace
Příběhy Hymana Kaplana byly zpracovány jako muzikál, který se uváděl v divadle na Broadwayi v 60. letech 20. století. Také v češtině vznikl podle této knihy muzikál, který v r. 2009 uvedlo Divadlo ABC v Praze. Hlavní roli Hymana Kaplana v něm ztvárnil Oldřich Vízner.

## Přehled díla

### Hyman Kaplan
- The Education of H*Y*M*A*N  K*A*P*L*A*N (1937)
  - česky Pan Kaplan má třídu rád (1946, 1970, 2009)
- The Return of H*Y*M*A*N  K*A*P*L*A*N (1959)
- O K*A*P*L*A*N! My K*A*P*L*A*N! (1976) – přepracované vydání prvních dvou knih
  - česky Pan Kaplan má stále třídu rád (1987, 1988, 1995)

### Ostatní
- All Through the Night (1941)
- They Got Me Covered (1943)
- Mechanized Patrolling (1943)
- The Conspirators (1944)
- The Dark Corner (1946)
- Lured (1947)
- Sleep, My Love (1948)
- The Velvet Touch (1948)
- Double Dynamite (1951)
- Walk East on Beacon! (1952)
- Mister Cory (1957)
- Leo Rosten Bedside Book (1962)
- Captain Newman, M.D. (1963)
- The Joys of Yiddish (1968)
  - česky Jidiš pro radost (1998)
- The New Joys of Yiddish
  - česky Jidiš pro ještě větší radost (2004)
- People I Have Loved, Known or Admired (1970)
- A Most Private Intrigue (1970)
- Rome Wasn't Burned In a Day: The Mischief of Language (1972)
- Home is where to learn how to hate (1973)
- A Trumpet for Reason (1974)
- The Washington Correspondents (Politics and People) (1974)
- Dear (1975)
- The Cook Book (1975)
- Religions of America (1975)
- Hollywood: Movie Colony the Movie Makers (1975)
- Dear Herm (1975)
- The 3:10 to anywhere (1976)
- Look Book (1976)
- Leo Rosten's Treasury of Jewish Quotations (1977)
- The Power of Positive Nonsense
- Passions & Prejudices: Or, Some of My Best Friends Are People (1978)
- Silky. A Detective Story (1979)
- Infinite Riches (1979)
- King Silky (1981)
- Hooray for Yiddish: A Book About English
- Giant Book of Laughter (1985)
- Leo Rosten's Book of Laughter (1986)
- Hebrew-English Lexicon of the Bible (1987)
- The Joys of Yinglish (1988)
- Leo Rosten's Giant Book of Laugh (1989)
- Leo Rosten's Carnival of Wit: From Aristotle to Woody Allen (1996)